# Montmahoux
Montmahoux ist eine französische Gemeinde mit 91 Einwohnern (Stand: 1. Januar 2022) im Département Doubs in der Region Bourgogne-Franche-Comté.

## Geographie
Montmahoux liegt auf 731 m über dem Meeresspiegel, etwa 17 Kilometer südwestlich von Ornans und 28 Kilometer südlich der Stadt Besançon (Luftlinie). Das Dorf erstreckt sich im Jura, auf einer Hochfläche am namengebenden Mont Mahoux, östlich des tiefen Taleinschnitts des Lison mit der Source du Lison und südlich des Plateaus von Amancey.
Die Fläche des 6,52 km² großen Gemeindegebiets umfasst einen Abschnitt des französischen Juras. Der zentrale Teil des Gebietes wird von der gewellten Hochfläche von Montmahoux eingenommen, die in geologisch-tektonischer Hinsicht eine Antiklinale des Juras bildet und gemäß der Streichrichtung des Mittelgebirges in dieser Region in Richtung Westsüdwest-Ostnordost orientiert ist. Dieser breite Höhenrücken wird durch die Talmulden des Boz und eines weiteren Baches untergliedert. Südwestlich des Dorfes befindet sich der Mont Mahoux, der mit 827 m die höchste Erhebung der Gemeinde darstellt. Weiter im Westen fällt der Höhenrücken steil zum tief eingeschnittenen Quertal des oberen Lison ab, wobei die Gemeindegrenze stets im oberen Hangbereich verläuft. Die südliche Grenze liegt auf dem Kamm der Côte Brochet (bis 810 m). 
Nachbargemeinden von Montmahoux sind Éternoz-Vallée-du-Lison im Norden, Déservillers und Labergement-du-Navois im Osten, Gevresin und Crouzet-Migette im Süden sowie Nans-sous-Sainte-Anne im Westen.

## Geschichte
Der Ursprung von Montmahoux geht auf die Gründung der mittelalterlichen Burg im Jahr 1259 unter Jean de Chalon zurück. Neben der Burg entstand 1262 der gleichnamige Burgflecken. In den Urkunden erscheint der Name Monmaour 1259 zum ersten Mal. Im Lauf der Zeit wandelte sich die Schreibweise über Castrum Montis Majoris (1272), Montmajor (1276), Montmahou (1475) und Montmaou (1542) zum heutigen Namen. Im Jahr 1267 wurden Montmahoux gewisse Freiheitsrechte zugesprochen, die 1309 noch erweitert wurden. Unter den Chalon-Arlay entwickelte sich Montmahoux zu einer bedeutenden Herrschaft. 
Die Burg wie auch das Dorf wurden 1480 von Truppen des Königs Ludwig XI. zerstört. In der Folge verarmte das Dorf. Es wurde mehrfach von Kriegen in Mitleidenschaft gezogen und 1639 nach der Verwüstung durch Truppen des Herzogs Bernhard von Sachsen-Weimar wiederaufgebaut. Zusammen mit der Franche-Comté gelangte Montmahoux mit dem Frieden von Nimwegen 1678 an Frankreich. 1703 war das Dorf von einem Großbrand betroffen. Heute ist Montmahoux Mitglied des Gemeindeverbandes Loue-Lison.

## Sehenswürdigkeiten

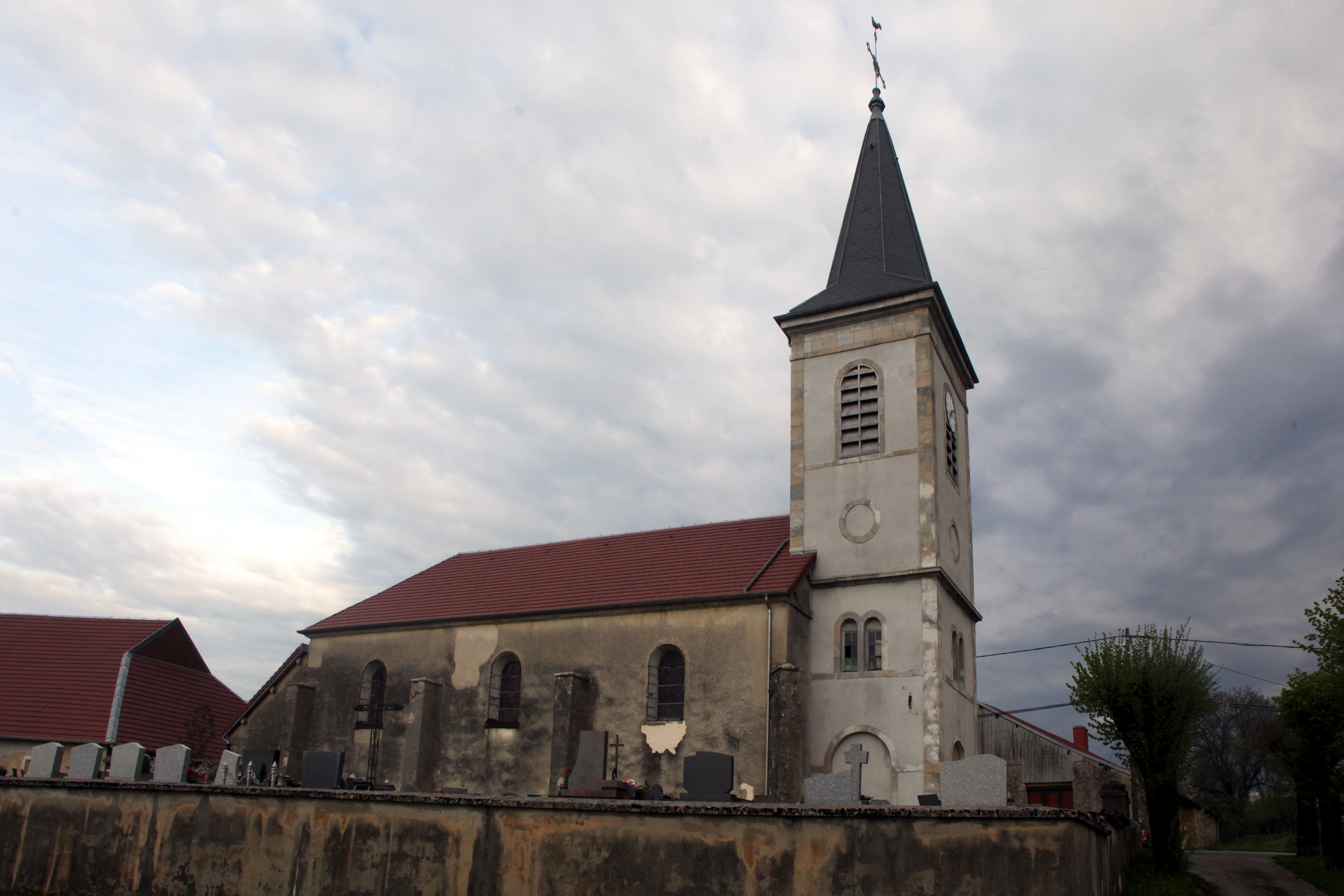
Kirche Saint-Point

Die Dorfkirche Saint-Point in Montmahoux wurde im 19. Jahrhundert erbaut. Von der mittelalterlichen Burg sind nur noch spärliche Überreste sichtbar. Der Mont Mahoux, auf dem 1914 ein Kreuz errichtet wurde, bietet ein schönes Panorama über die Umgebung und das Tal des Lison.

## Bevölkerung
| Jahr                       | 1962 | 1968 | 1975 | 1982 | 1990 | 1999 | 2006 | 2016 |
| Einwohner                  | 122  | 106  | 95   | 76   | 80   | 67   | 71   | 94   |
| Quellen: Cassini und INSEE |      |      |      |      |      |      |      |      |

Mit 91 Einwohnern (1. Januar 2022) gehört Montmahoux zu den kleinsten Gemeinden des Départements Doubs. Nachdem die Einwohnerzahl in der ersten Hälfte des 20. Jahrhunderts markant abgenommen hatte (1881 wurden noch 202 Personen gezählt), wurden seit Beginn der 1980er Jahre nur noch geringe Schwankungen verzeichnet.

## Wirtschaft und Infrastruktur
Montmahoux war bis weit ins 20. Jahrhundert hinein ein vorwiegend durch die Landwirtschaft (Ackerbau und Viehzucht) und die Forstwirtschaft geprägtes Dorf. Daneben gibt es heute einige Betriebe des lokalen Kleingewerbes. Mittlerweile hat sich das Dorf auch zu einer Wohngemeinde gewandelt. Viele Erwerbstätige sind Wegpendler, die in den größeren Ortschaften der Umgebung ihrer Arbeit nachgehen.
Die Ortschaft liegt abseits der größeren Durchgangsstraßen an einer Departementsstraße, die von Éternoz nach Labergement-du-Navois führt. Weitere Straßenverbindungen bestehen mit Déservillers und Gevresin.